# Salsa de siete capas
La salsa de siete capas es el nombre de un aperitivo estadounidense basado en los ingredientes comunes en la gastronomía Tex-Mex. El plato por lo general incluye:
- Frijoles refritos
- Guacamole
- Crema agria
- Salsa picante, pico de gallo o tomates picados
- Queso rallado Cheddar, queso Monterey Jack o una mezcla de ambos
- Aceitunas negras

La séptima "capa" debe ser una con muchos elementos, como carne molida, lechuga, o chiles jalapeños para un picante adicional.
El plato suele ser refrigerado antes de servirse, y se sirve con tortillas de maíz.